# Prinsengracht 661

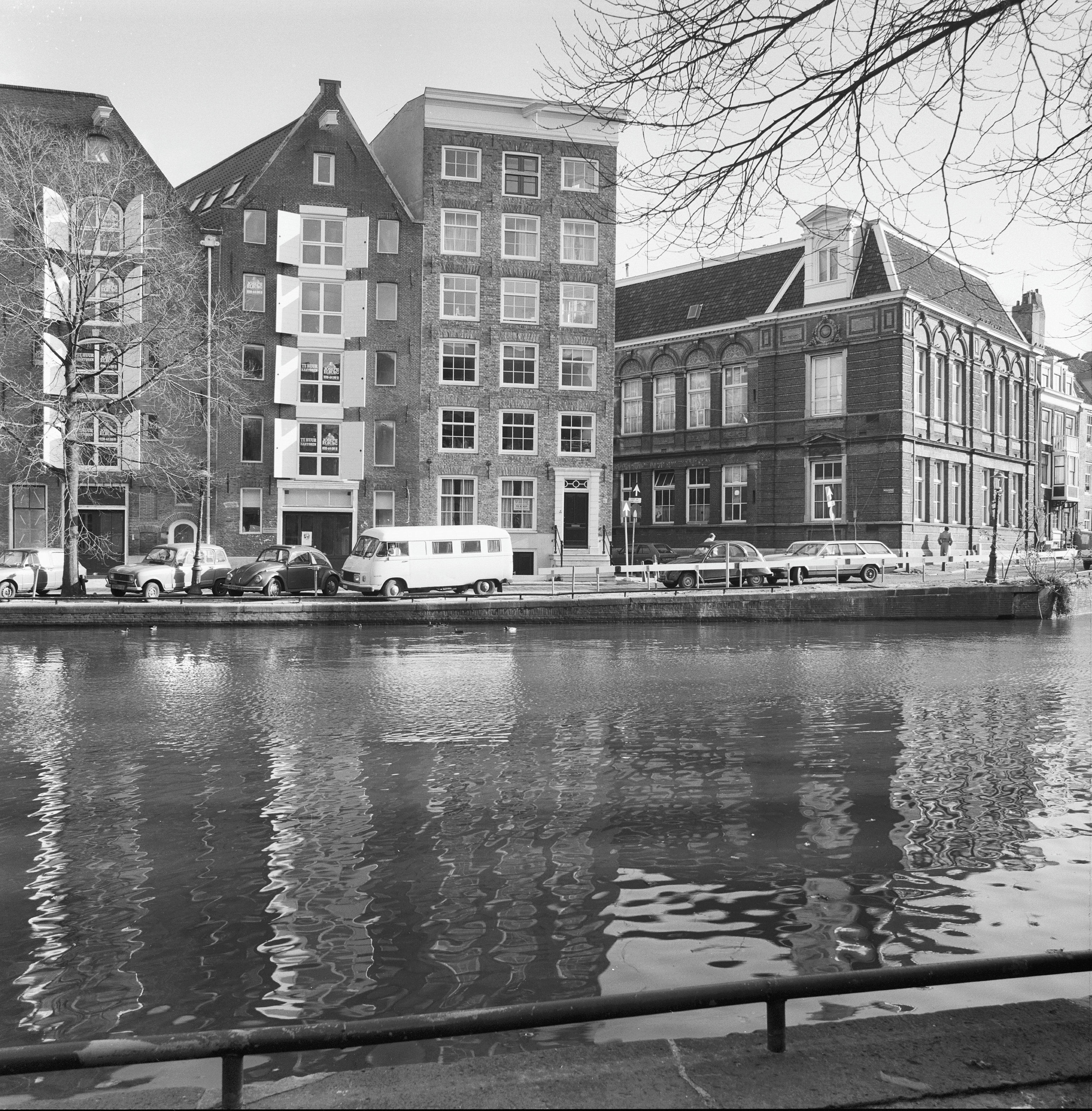
Prinsengracht 661 (ex-pakhuis) in 1982

Prinsengracht 661 te Amsterdam is een gebouw aan de Prinsengracht in Amsterdam-Centrum.

## Prinsengracht
De Prinsengracht werd in gedeelten aangelegd en volgebouwd in de 17e eeuw. De stad Amsterdam was toen het Singel overgestoken en voordat de Jordaan werd gebouwd, was het de buitengrens van bebouwing. Die historie houdt dan ook in dat de oorspronkelijke bebouwing (grotendeels) is afgebroken dan wel afgebrand om plaats te maken voor nieuwbouw, waarbij soms deze cyclus weer herhaald werd. Huisnummer 661 is gesitueerd aan de oostelijke gevelwand tussen de Runstraat en Leidsegracht.

## Gebouw
Het gebouw werd op 8 september 1970 opgenomen in het rijksmonumentenregister (4366). Het heeft daar de summiere omschrijving 
 Pakhuis met puntgevel (18e eeuw)
Daar waar bij andere gebouwen aan dit deel van de Prinsengracht soms onduidelijk is wat de originele bestemming was, is dat bij Prinsengracht 661 en ook Prinsengracht 659 direct duidelijk. De gebouwen begonnen als pakhuizen, maar zien er totaal verschillend uit. Wat direct opvalt aan huisnummer 661 is dat het in tegenstelling tot vrijwel alle gebouwen hier geen (zichtbaar) souterrain heeft. De begane grond sluit aan op hetmaaiveldniveau. Die begane grond heeft een middenportaal geflankeerd door twee kleine raampjes. Daarboven komen vier etages met laad- en losopeningen. Deze kregen hier rechthoekige constructies mee. Ook die openingen worden vergezeld door kleinere vensters. Het geheel wordt in de puntgevel aangesloten met een venstertje om de hijsbalk te kunnen bereiken.
Een foto uit 1961 laat zien dat het gebouw in dat jaar nog tot opslagruimte diende. Het gebouw werd toen gefotografeerd in het kader van monumentenzorg, dan ook al samen met huisnummer 661.  Het gebouw werd rond 1981 samen met 659 groots gerenoveerd en omgebouwd tot woonhuizen annex kantoor. Daarbij kreeg een van de verdiepingen huisnummer 659F mee. 

De plattegrond van de gebouwen 659 en 661 laat zien dat er vanaf het Molenpad gebouwd is. De panden lopen voor wat betreft diepte parallel aan dat pad, waardoor de gebouwen schuin wegsteken aan de gracht (het linkerdeel van 659 is met circa 9 meter diepte minder dan het circa 20 meter diepe rechter deel van 661.  Beide buurpanden Prinsengracht 659 en Prinsengracht 663 zijn rijksmonument.